# Het leven is een mysterie
Het leven is een mysterie is een hoorspel van Bill Naughton. The Mystery werd op 9 oktober 1973 door de BBC uitgezonden. De Westdeutscher Rundfunk zond het hoorspel op 6 februari 1974 uit onder de titel Das Geheimnis. C. Denoyer vertaalde het en de VARA bracht het ten gehore op 13 maart 1970 (met een herhaling op 2 oktober 1974). De regisseur was Ad Löbler. Het hoorspel duurde 54 minuten.

## Rolbezetting
- Paul van der Lek (Edward Grock)
- Fé Sciarone (zijn vrouw Edith)
- Elisabeth Versluys (mevrouw Atkins)
- Eva Janssen (mevrouw Kite)
- Gerrie Mantel (de receptioniste Alice)
- Dick Swidde (meneer Julian Henn)
- Paul Deen (meneer Tony Dingle)
- Tine Medema (de dame met de poedel)
- Maria Lindes (de dame met de poes)
- Joop van der Donk (de dierenarts)

## Inhoud
De Ierse auteur laat hier veel zelfironie meespelen, want er treedt een hoorspelschrijver op die de luisteraar dringend aanraadt liever helemaal niet naar de volgende huwelijkstaferelen te luisteren. Een wandeling is volgens hem veel gezonder. Hij, de auteur, heeft zich het huwelijk in ieder geval als een mysteriespel tussen man en vrouw voorgesteld, niet als een pantoffeldrama. In plaats daarvan moet hij op bevel van zijn koele echtgenote naar de dierenarts om te hond te laten steriliseren en de kater te laten castreren, en naar de uitgever om zijn contract te ondertekenen. Hij verwart dit alles echter: hij leeft zich in het innerlijk van hond en kater in en ziet zich door zijn uitgever gecastreerd...